# Hitomi no Juunin
Hitomi no Jyuunin (瞳の住人, Hitomi no Jūnin) é o vigésimo quarto single da banda japonesa L'Arc~en~Ciel, lançado em 3 de março de 2004 pela Ki/oon Records e incluído no álbum Smile.
Estreou na primeira posição nas paradas do Oricon Singles Chart e permaneceu lá por 10 semanas. Foi certificado como disco de Ouro pela Recording Industry Association of Japan (RIAJ) por vender mais de 100 mil cópias.

## Faixas
Todas as letras escritas por Hyde, todas as músicas compostas por Tetsu.
| N.º            | Título                                 | Duração |  |
| 1.             | "Hitomi no Jyuunin" (瞳の住人)         | 5:55    |  |
| 2.             | "Hitomi no Jyuunin (Hydeless Version)" | 5:55    |  |
| 3.             | "Ready Steady Go (Ken Ready)"          | 3:47    |  |
| 4.             | "Ready Steady Go (Tetsu Ready)"        | 3:47    |  |
| 5.             | "Ready Steady Go (Yukihiro Ready)"     | 3:48    |  |
| Duração total: | Duração total:                         | 23:14   |  |

## Desempenho
| Parada (2004)        | Melhor posição |
| -------------------- | -------------- |
| Oricon Singles Chart | #1             |

## Ficha técnica
- Hyde – vocais
- Ken – guitarra
- Tetsu – baixo
- Yukihiro – bateria